# Valentin Mednec
Valentin Mednec (în rusă Валентин Меднек; n. 1 iunie 1910, Comrat, Imperiul Rus – d. 27 octombrie 2008, Moscova, Rusia) a fost un arhitect și publicist sovietic moldovean. A fost distins cu titlul de „Artist onorat al RSSM”.

## Biografie
S-a născut în satul Comrat din ținutul Bender, Basarabia (Imperiul Rus). În 1912, familia s-a mutat la Tighina. În 1927, a absolvit școala privată reală din oraș, iar în 1929 a intrat la Facultatea de Arhitectură a Institutului Politehnic din Brno, de unde în 1932 a fost expulzat „pentru legături cu Partidul Comunist și participare la mișcarea antifascistă”.
La întoarcerea la Tighina, a participat la distribuirea literaturii ilegale comuniste provenite din RASS Moldovenească.
În anii 1934-1937 a studiat la Institutul de Arhitectură din București și a intrat în rândurile Partidului Comunist Român (PCR). În același timp, a fost responsabil cu publicarea ziarului Steagul Roșu, publicația organizației PCR din București. După absolvire, a lucrat într-un atelier privat de arhitectură și proiectare.
În ianuarie 1940 s-a întors la Tighina care în iunie 1940, împreună cu restul Basarabiei, a fost ocupată de URSS. Din vara anului 1940 a devenit șef al ziarului Новая жизнь („Viața nouă”).

În timpul celui de-Al Doilea Război Mondial, a făcut parte dintr-un batalion de muncă dar și de „distrugere”. În 1988, atunci când sub impactul Perestroikăi, cenzura a mai slăbit, Mednec a recunoscut într-un interviu acordat revistei „Orizontul”:
„În 1941, în toate orașele și orășelele din Moldova au fost create batalioane de distrugere a clădirilor. Eu cu mâna mea am aruncat în aer Banca de stat din Bender (Tighina). La Chișinău a fost deteriorată toată strada Lenin. Pe locul unde acum se află clădirea Comitetului Securității de Stat, pe atunci se înălța cea mai frumoasă casă din oraș – liceul doi pentru băieți. A fost dărâmată Casa eparhială, vestită prin faptul că în sălile ei au concertat Enescu și Șaleapin, au fost ruinate gara și clădirea în care se află în prezent sediul Comitetului executiv orășenesc de deputați ai poporului, ș.a.m.d. Astfel se îndeplinea ordinul lui Stalin de a distruge totul în calea dușmanului. În timpul războiului Chișinăul a fost puțin bombardat, dar, în pofida acestui fapt, a apărut o versiune oficială precum că orașul a fost distrus de bombele inamicului.”
În aceeași perioadă a participat la construcția de fortificații lângă Odesa, Novocerkassk, Rostov-pe-Don, Stalingrad, Kremenciuk și în Caucazul de Nord. În toamna anului 1943, s-a stabilit la Moscova, unde a lucrat la Direcția principală a trupelor de inginerie.
În 1944 a participat la operațiunea Iași-Chișinău. În toamna anului 1944, s-a stabilit la Chișinău și a fost numit șef al departamentului de proiectare și planificare al Biroului de Arhitectură al RSS Moldovenești (RSSM). În 1945-1946 a fost ales membru al comisiei de control pentru returnarea bunurilor confiscate de România în timpul celei de-a doua conflagrații mondiale.
În anii 1947-1949 a fost membru al grupului academicianului Alexei Șciusev, privind elaborarea unui plan de reconstrucție a capitalei Moldovei. În 1948-1949, la comanda Gosstroi al RSSM, întocmește „Schema primei etape de dezvoltare a orașului Bender”, iar în iulie 1952 prezintă planul general al Benderului, dezvoltat împreună cu L. Bronfman, conceput pentru 15-20 de ani.
În a doua jumătate a anului 1950, a fost numit șef al proiectului orașului și arhitect șef al Benderului și a fost ales deputat al consiliului orașului, unde conduce comisia pentru utilități publice. Ulterior, a revenit din nou la Chișinău și a fost numit șef al atelierului de proiectare al institutului republican „Moldavstroiproekt” și apoi vicepreședinte al Comitetului de stat pentru construcții al RSSM.
După pensionare, a fost ales membru al consiliului republican al Societății Cunoașterii, al Uniunii Arhitecților din Moldova, al Prezidiului Societății moldovenești pentru protecția monumentelor istorice și culturale, etc.
În octombrie 2000, în cinstea aniversării a 90 de ani ai arhitectului, a fost deschisă o placă memorială pe clădirea oficiului poștal central de la Chișinău.
În ultimii ani ai vieții a trăit la Moscova unde a și decedat.

## Autor de proiecte
- Cinematograful „M. Gorki”, Palatul Culturii „P. Tkacenko”, memorialul „Panteonul Gloriei”, Monumentul „Luptătorii viteji pentru puterea sovietică”, stația de autobuz și alte structuri din Tighina.[6]
- Academia de Științe a Moldovei, Ministerul Comunicațiilor al RSSM și altele din Chișinău
- Planuri generale ale orașelor Fălești și Otaci
- Părți arhitecturale ale ansamblelor memoriale în onoarea soldaților care au murit în timpul celui de-Al Doilea Război Mondial din Rîbnița, Coșnița, Leova, Leușeni, etc.